# Малин, Александр Анатольевич
Алекса́ндр Анато́льевич Ма́лин (род. 3 февраля 1973, Тамбов, СССР) — советский и российский футболист, полузащитник, тренер.

## Карьера

### Игровая
Воспитанник тамбовского футбола. В 1990—1999 годах защищал цвета местного «Спартака». В 1994 году был арендован «Обнинском». В январе 1999 года находился на просмотре в московском «Спартаке», был заявлен за клуб на Кубке Содружества, однако контракт с ним не был подписан. Летом 1999 года перешёл в липецкий «Металлург». В 2000 году пополнил ряды клуба «Волгаре-Газпром». В 2003 году подписал контракт со ставропольским «Динамо». В 2004—2007 годах защищал цвета брянского «Динамо», с которым дошёл до полуфинала Кубка России. 2008 год провёл в липецком «Металлурге». В 2009 году после 10-летнего перерыва вернулся в Тамбов и был признан лучшим футболистом 2009 года. В 2010 году завершил карьеру. Всего за тамбовский «Спартак» во всех соревнованиях провёл 317 матчей, забил 35 мячей.

### Тренерская
С 2013 года входил в тренерский штаб «Тамбова». В августе—сентябре 2016 года — главный тренер команды. Затем до июня 2018 года вновь входил в тренерский штаб.

## Достижения
- Победитель зоны «Центр» Второго дивизиона (2): 2002, 2008
- Победитель 5-й зоны Третьей лиги: 1996
- полуфиналист Кубка России 2007 года.